# 地球周長
地球周長是圍繞地球的距離。在赤道測量的圓周是40,075.017 km（24,901.461 mi），在極周圍量測，周長為40,007.863 km（24,859.734 mi）。
自古以來，地球周長的量測對航海一直很重要。已知的第一個科學量測和計算是由埃拉托斯坦完成的，他在計算中取得了很大的精度。做為一個球體，確定地球的周長將是最重要的量測。地球偏離球形約0.3%，是其具有的特徵扁率。
在近代，地球周長被用來定義長度的基本量測單位：十七世紀的海里和十八世紀的公尺。地球的極周長非常接近21,600海里，因為海里是設計為一分緯度（見子午線弧），即極周長的21,600分之1（即60分×360度）。極地周長也接近40,000公里，因為公尺最初定義是從極地到赤道的弧（四分之一子午線）的千萬分之一（即公里是萬分之一）。兩個長度單位的現行長度仍與當時確定的長度相近，此後量測周長的精度也有所提高。

## 歷史

### 埃拉托斯特尼
埃拉托斯特尼的研究成果中，最著名的是地球周長的測量。他估計子午線的長度為252,000施塔迪翁 (長度單位)，實際值的誤差在-2.4%和+0.8%之間（假設施塔迪翁的值在155到160米之間）。埃拉托斯特尼在一本名為《關於地球的測量》（《On the measure of the Earth》）的書中描述了他的技術，但該書沒有被保存下來。 

根據克萊奧邁季斯測量地球周長的簡化版本，假設西恩位於北回歸線上，且與亞歷山卓位於同一條經線上。

埃拉托斯特尼計算地球周長的方法已經失傳；保存下來的是克萊奧邁季斯為了推廣這一發現的簡化版本。 克利奧梅德斯邀請他的讀者考慮兩個埃及城市，亞歷山卓和西恩（現代的阿斯旺）：
1. 克萊奧梅德斯假設西恩和亞歷山卓之間的距離為5,000施塔迪翁（英语：Stadion (unit)）（此數字每年會由專業測距員貝瑪提亞（英语：bematist），mensores regii)來檢驗）[6]。
2. 他做了一個簡化的，但不準確的假設，即西恩正位於北回歸線上。他說在夏至時，當地中午的太陽位於頭頂直上方。但西恩實際上位於北回歸線北方不到一度的地方。
3. 他也假設西恩和亞歷山大在同一條經線上，實際上西恩在亞歷山卓以東大約經度3度處。

克萊奧梅德斯寫道，在之前的假設下，你可以通過已知長度的垂直桿（日圭）在地面上的測量陰影長度，來推算亞歷山卓夏至中午太陽的仰角；然後可以計算陽光投射的角度，他聲稱其角度約為7°，或圓周長的1/50。設地球為球形，地球的周長將是亞歷山大和西納之間距離的50倍，即250,000施塔迪翁。由於埃及的1施塔迪翁約等於157.7米，結果大約是39,425公里，比實際周長40,008公里少1.5%。
埃拉托斯特尼的方法實際上更為複雜，正如同克利奧梅德斯所說，其目的是呈現艾拉托斯尼書中描述的方法的簡化版本。該方法基於專業測距員執行的數條調查路徑，他們的工作是為了農業和稅收相關，精確量測埃及領土的範圍。此外，埃拉托斯特尼可能是刻意將測量值精確對應於252,000施塔迪翁，因為此數值可以被從1到10的所有自然數整除：一些歷史學家認為，克利奧梅德斯將埃拉托斯特尼寫的250,000個值更改為這個新值，以簡化計算；另一方面，其他科學史家認為，埃拉托斯特尼根據子午線的長度引入了一個新的長度單位，正如普林尼所說，他「根據埃拉托斯特尼的比例」寫了關於施塔迪翁的文章。。

### 波希多尼
波希多尼通過參考恆星老人星的位置計算地球的周長。正如克萊奧邁季斯所解釋的那樣，波希多尼觀察到老人星在羅得島的地平線上，但從未超過地平線，而在亞歷山卓，他看到它上升到地平線上方的7+1⁄2度（兩個地點的緯度之間的子午線弧實際上是5度14分）。由於他認為羅得島在亞歷山卓以北5,000 施塔迪翁，並且星星仰角的差異表明兩個地點之間的距離是圓的1/48，他將5,000乘以48，得出地球周長為240,000施塔迪翁的數值。 人們普遍認為，波希多尼使用的施塔迪翁幾乎正好是現代法定英里的1/10。因此，波希多尼測量的240,000施塔迪翁可換算成24,000 mi（39,000 km），只比實際周長24,901 mi（40,074 km）稍短。斯特拉波指出，羅得島和亞歷山卓之間的距離是3,750施塔迪翁，並報告波希多尼對地球周長的估計是180,000施塔迪翁或是18,000 mi（29,000 km）。 老普林尼在他的消息來源中提到了波希多尼，報告了他估計地球周長的方法但沒有提到他的名字。然而，他指出，喜帕恰斯在埃拉托斯特尼的估計中增加了大約26,000施塔迪翁。斯特拉波提供的較小數值以及希臘和羅馬的施塔迪翁的不同長度，對波希多尼的結果造成了持續的混亂。托勒密在他的《地理學指南》中使用了波希多尼較低的180,000施塔迪翁數值（約低了33%）作為地球的周長。這正是哥倫布為了低估到印度的距離而採用的數值，即70,000施塔迪翁。

### 阿里亞巴塔
大約在西元525年，印度數學家和天文學家阿里亞巴塔寫了「阿里亞巴蒂亞」，其中他計算出地球的直徑為1,050「由旬」。阿里亞巴塔計算的「由旬」的長度是有爭議的。仔細解讀之下，就相當於14,200公里，大了11%。另一個給出了15,360公里，大了20%。還有另一個給出了13,440公里，大了5%。

### 伊斯蘭黃金時代
西元830年左右，哈里發國的馬蒙委託由赫瓦里茲米領導的一個穆斯林天文學家小組，測量從塔德莫爾（帕邁拉）到拉卡（都在現代的敘利亞）的距離。他們計算出地球的周長在現代值的15%以內，甚至可能更接近。由於不確定中世紀阿拉伯單位和現代單位之間的轉換關係，它實際上有多精確尚不清楚，但無論如何，方法和工具的技術限制使得精度很難達到5%以內。

此圖顯示比魯尼如何通過測量已知高度的點對地平線傾角來計算地球的周長。

在比魯尼的「馬蘇迪庫斯古抄本」（1037）中提供了一種更方便的估計方法。與在他之前的方法，通過同時從兩個位置觀察太陽來測量地球的周長相比，比魯尼開發了一種基於平原和山頂部之間的角度，使用三角學計算的新方法，這使得它可以由一個人從一個位置測量。從山頂上，他測量到俯角，以他與山的高度（他事先確定）一起，應用正弦定律公式來計算。這是已知最早的傾角使用，也是正弦定律的最早實際應用。然而，由於技術限制，該方法無法提供比以前的方法更準確的結果，因此比魯尼接受了馬蒙探險隊於上個世紀計算出的值

### 哥倫布的錯誤
在埃拉托斯特尼死後1700年，哥倫布研究了埃拉托斯特尼關於地球大小的文章。然而，他根據托斯卡內利繪製的地圖，選擇相信地球的周長要小25%。然而，如果哥倫布接受了埃拉托斯特尼更大的數值，他就會知道他登陸的地方不是亞洲，而是一個新世界。

### 國際單位制的應用
國際單位制曾使用北極至巴黎連線至赤道的距離為10000公里，來定義長度單位。
現今定義光速在真空中为每秒299792.458千米。

## 測量單位定義的歷史用途
1617年，荷蘭科學家威理博·司乃耳(英語：Willebrord Snellius)估計地球周長為24,630羅馬里（24,024法定英里）。當時英國數學家埃德蒙·岡特改進了導航工具，其中包括一個新的象限儀來確定在海上的緯度。他推斷，緯度線可以用作距離的量測單位，並建議將海里做為緯度的一分或一度的六十分之一（1/60）。因為一度是一個圓的1/360，一弧分是一個圓圈的1/21600：所以地球的極周長正好是21,600里。岡特使用司乃耳的周長將海里定義為6,080英尺，即緯度48度處一弧分的長度。
1793年，法國定義了公尺，使地球的極地周長為40,000公里。為了準確量測此距離，法國科學院委託德朗布爾和梅尚領導測量遠征隊，試圖準確量測敦克爾克鐘樓與位於巴塞隆納中的蒙特惠奇城堡之間的距離，以估算穿過敦克爾克子午線弧的長度。第一個公尺原器的長度就是基於這些測量的結果，但後來確定因為地球扁率的計算錯誤，它的長度短了大約0.2毫米，使得米原器比最初提出的米定義短約0.02%。無論如何，這個長度成為法國的標準，並逐漸被歐洲其他國家採用。這就是為什麼地球的極周實際上是40,008公里，而不是40,000公里。

## 書目
- Krebs, Robert E.; Krebs, Carolyn A. . . Greenwood Publishing Group. 2003: 52. ISBN 978-0-313-31342-4.
- Nicastro, Nicholas. . St. Martin's Press. 25 November 2008. ISBN 978-1-4299-5819-6.
- Gow, Mary. . Enslow Publishing, LLC. 1 July 2009. ISBN 978-0-7660-3120-3.
- Lowrie, William. . Cambridge University Press. 20 September 2007. ISBN 978-1-139-46595-3.

## 外部連結
- Carl Sagan demonstrates how Eratosthenes determined that the Earth was round and the approximate circumference （页面存档备份，存于）